# Campeonato Pan-Pacífico de Natación de 1995
El VI Campeonato Pan-Pacífico de Natación se celebró en Atlanta (Estados Unidos) entre el  10 y el 13 de agosto de 1995 bajo la organización de la Federación Internacional de Natación (FINA) y la Federación Estadounidense de Natación.
Las competiciones se realizaron en el Centro Acuático de Georgia Tech de la ciudad estadounidense.

## Resultados

### Masculino
| Evento                    | Oro                                                                        | Plata                                                                   | Bronce                                                                       |
| ------------------------- | -------------------------------------------------------------------------- | ----------------------------------------------------------------------- | ---------------------------------------------------------------------------- |
| 50 m libre (13.08)        | Gary Hall Estados Unidos 22,30                                             | David Fox Estados Unidos 22,31                                          | Chris Fydler Australia 22,64                                                 |
| 100 m libre (11.08)       | Gary Hall Estados Unidos 49,47                                             | Jon Olsen Estados Unidos 49,56                                          | Chris Fydler Australia 49,95                                                 |
| 200 m libre (10.08)       | Danyon Loader Nueva Zelanda 1:48,72                                        | Daniel Kowalski Australia 1:49,14                                       | Chad Carvin Estados Unidos 1:49,38                                           |
| 400 m libre (12.08)       | Daniel Kowalski Australia 3:50,01                                          | Danyon Loader Nueva Zelanda 3:50,11                                     | Chad Carvin Estados Unidos 3:50,47                                           |
| 800 m libre (10.08)       | Daniel Kowalski Australia 7:50,28                                          | Kieren Perkins Australia 7:50,80                                        | Glen Housman Australia 7:54,66                                               |
| 1500 m libre (13.08)      | Kieren Perkins Australia 14:58,92                                          | Daniel Kowalski Australia 15:02,20                                      | Carlton Bruner Estados Unidos 15:17,13                                       |
| 100 m espalda (10.08)     | Jeff Rouse Estados Unidos 54,99                                            | Tripp Schwenk Estados Unidos 55,18                                      | Mark Versfeld · Canadá · 56,08                                               |
| 200 m espalda (12.08)     | Tripp Schwenk Estados Unidos 1:58,97                                       | Tom Dolan Estados Unidos 2:00,18                                        | Ryuji Horii Japón 2:00,56                                                    |
| 100 m braza (11.08)       | Eric Wunderlich Estados Unidos 1:01,80                                     | Philip Rogers Australia 1:01,83                                         | Kurt Grote Estados Unidos 1:02,19                                            |
| 200 m braza (13.08)       | Akira Hayashi Japón 2:13,60                                                | Eric Wunderlich Estados Unidos 2:15,29                                  | Philip Rogers Australia 2:15,32                                              |
| 100 m mariposa (12.08)    | Scott Miller Australia 53,07                                               | Mark Henderson Estados Unidos 53,69                                     | Adam Pine Australia 54,02                                                    |
| 200 m mariposa (10.08)    | Scott Miller Australia 1:57,86                                             | Scott Goodman Australia 1:58,65                                         | Matt Hooper Estados Unidos 1:58,83                                           |
| 200 m estilos (13.08)     | Tom Dolan Estados Unidos 2:00,89                                           | Matthew Dunn Australia 2:01,48                                          | Curtis Myden · Canadá · 2:01,80                                              |
| 400 m estilos (11.08)     | Tom Dolan Estados Unidos 4:14,77                                           | Eric Namesnik Estados Unidos 4:15,39                                    | Matthew Dunn Australia 4:18,83                                               |
| 4 × 100 m libre (12.08)   | Estados Unidos David Fox Joe Hudepohl Jon Olsen Gary Hall 3:15,11 RM       | Australia Chris Fydler Darren Lange Michael Klim Richard Upton 3:19,67  | Nueva Zelanda John Steel Nicholas Tongue Trent Bray Danyon Loader 3:21,52    |
| 4 × 200 m libre (11.08)   | Australia Malcolm Allen Glen Housman Matthew Dunn Daniel Kowalski 7:17,52  | Estados Unidos Jon Olsen Chad Carvin Joe Hudepohl Tom Dolan 7:17,88     | Nueva Zelanda Trent Bray John Steel Guy Callaghan Danyon Loader 7:27,90      |
| 4 × 100 m estilos (13.08) | Estados Unidos Jeff Rouse Eric Wunderlich Mark Henderson Gary Hall 3:37,04 | Australia Steven Dewick Philip Rogers Scott Miller Chris Fydler 3:39,62 | Japón Hajime Itoi Akira Hayashi Takashi Yamamoto Yukihiro Matsushita 3:42,32 |

### Femenino
| Evento                    | Oro                                                                                      | Plata                                                                            | Bronce                                                                                    |
| ------------------------- | ---------------------------------------------------------------------------------------- | -------------------------------------------------------------------------------- | ----------------------------------------------------------------------------------------- |
| 50 m libre (13.08)        | Amy Van Dyken Estados Unidos 25,03                                                       | Jennifer Thompson Estados Unidos 25,38                                           | Sumika Minamoto Japón 25,74                                                               |
| 100 m libre (11.08)       | Jennifer Thompson Estados Unidos 55,31                                                   | Amy Van Dyken Estados Unidos 56,13                                               | Suzu Chiba Japón 56,17                                                                    |
| 200 m libre (10.08)       | Suzu Chiba Japón 2:00,00                                                                 | Cristina Teuscher Estados Unidos 2:00,38                                         | Claudia Poll · Costa Rica · 2:00,46                                                       |
| 400 m libre (12.08)       | Brooke Bennett Estados Unidos 4:10,46                                                    | Trina Jackson Estados Unidos 4:11,04                                             | Hayley Lewis Australia 4:11,26                                                            |
| 800 m libre (13.08)       | Hayley Lewis Australia 8:28,78                                                           | Brooke Bennett Estados Unidos 8:29,21                                            | Trina Jackson Estados Unidos 8:36,61                                                      |
| 1500 m libre (10.08)      | Brooke Bennett Estados Unidos 16:15,58                                                   | Hayley Lewis Australia 16:15,73                                                  | Stacey Gartrell Australia 16:34,93                                                        |
| 100 m espalda (10.08)     | Noriko Inada Japón 1:02,21                                                               | Nicole Stevenson Australia 1:02,17                                               | Mai Nakamura Japón 1:02,22                                                                |
| 200 m espalda (12.08)     | Nicole Stevenson Australia 2:11,26                                                       | Noriko Inada Japón 2:11,54                                                       | Whitney Hedgepeth Estados Unidos 2:11,95                                                  |
| 100 m braza (11.08)       | Penelope Heyns Sudáfrica 1:08,09                                                         | Guylaine Cloutier · Canadá · 1:09,48                                             | Amanda Beard Estados Unidos 1:09,90                                                       |
| 200 m braza (13.08)       | Samantha Riley Australia 2:24,81                                                         | Penelope Heyns Sudáfrica 2:27,68                                                 | Amanda Beard Estados Unidos 2:28,20                                                       |
| 100 m mariposa (12.08)    | Susan O'Neill Australia 59,58                                                            | Jennifer Thompson Estados Unidos 59,83                                           | Jessica Amey · Canadá · 1:00,24                                                           |
| 200 m mariposa (10.08)    | Susan O'Neill Australia 2:07,29                                                          | Mika Haruna Japón 2:10,88                                                        | Whitney Phelps Estados Unidos 2:11,25                                                     |
| 200 m estilos (13.08)     | Elli Overton Australia 2:14,68                                                           | Joanne Malar · Canadá · 2:15,45                                                  | Anna Windsor Australia 2:16,13                                                            |
| 400 m estilos (11.08)     | Fumie Kurotori Japón 4:44,22                                                             | Allison Wagner Estados Unidos 4:45,52                                            | Elli Overton Australia 4:46,24                                                            |
| 4 × 100 m libre (12.08)   | Estados Unidos Amy Van Dyken Angel Martino Melanie Valerio Jennifer Thompson 3:41,59     | Australia Karin Dunne Sarah Ryan Anna Windsor Susan O'Neill 3:42,99              | Japón Sumika Minamoto Naoko Imoto Eri Yamanoi Suzu Chiba 3:44,89                          |
| 4 × 200 m libre (11.08)   | Estados Unidos Cristina Teuscher Melanie Valerio Trina Jackson Jennifer Thompson 8:02,68 | Australia Julia Greville Emma Johnson Anna Windsor Susan O'Neill 8:03,75         | Canadá · Katie Brambley · Marianne Limpert · Shannon Shakespeare · Joanne Malar · 8:07,79 |
| 4 × 100 m estilos (13.08) | Australia Nicole Stevenson Samantha Riley Susan O'Neill Sarah Ryan 4:02,93               | Estados Unidos Lea Loveless Amanda Beard Jennifer Thompson Amy Van Dyken 4:05,60 | Japón Noriko Inada Masami Tanaka Ayari Aoyama Suzu Chiba 4:07,18                          |

## Medallero
| Núm. | País           | Oro | Plata | Bronce | Total |
| ---- | -------------- | --- | ----- | ------ | ----- |
| 1    | Estados Unidos | 15  | 16    | 11     | 42    |
| 2    | Australia      | 13  | 12    | 9      | 34    |
| 3    | Japón          | 4   | 2     | 7      | 13    |
| 4    | Nueva Zelanda  | 1   | 1     | 2      | 4     |
| 5    | Sudáfrica      | 1   | 1     | 0      | 2     |
| 6    | Canadá         | 0   | 2     | 4      | 6     |
| 7    | Costa Rica     | 0   | 0     | 1      | 1     |
|      | TOTAL          | 34  | 34    | 34     | 102   |